# فوبينق

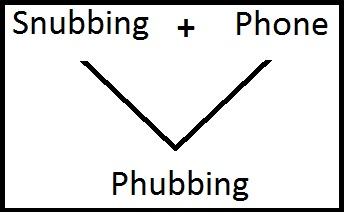

فوبينق (بالإنجليزية: Phubbing)‏ هو مصطلح ابتدع كجزء من حملة قاموس ماكواري لوصف عادة تجاهل شخص ما لصالح الهاتف المحمول.وهو اختصار لكلمتي ‘phone snubbing’ أو “تجاهل الآخرين بسبب استخدام الهاتف”. وهو مصطلح يستخدم لوصف عادة تجاهل الشخص الذي يجلس معك بسبب تفضيل استخدام الهاتف المحمول. الأشخاص الذين يقومون بهذا الفعل يعرفون باسم “المتعلقين" باستخدام الهاتف phubbers.
.

## بداية المصطلح
عبارة عن مصطلح تم صياغته كجزء من حملة قام بها قاموس ماكواري لوصف عادة إهانة أو إذدراء شخص ما بسبب الانشغال بالهاتف المحمول. في مايو 2012، دعت وكالة ماكان للإعلانات عددًا من مؤلفي المعاجم والمؤلفين والشعراء إلى صياغة كلمة جديدة لوصف السلوك. رُشحت عدد من الكلمات التي تعني وتصف ظاهرة الانشغال بالهاتف في وجود الآخرين، وأُختيرت "phubbing" لأول مرة من قبل أدريان ميلز أحد مدراء وكالة ماكان الإعلانية، والذي كان يعمل مع الروائي واللغوي الأسترالي ديفيد أستل [الإنجليزية].وقد ظهر هذا المصطلح في وسائل الإعلام في جميع أنحاء العالم وتمت تسميته من خلال حملة أوقفوا الانشغال بالهاتف، التي أنشأتها وكالة ماكان.

## محاولات دمج المصطلح في اللغة العربية

### تجافن
ذهب بعض من اللغويين وعلماءالإجتماع، إن مُصطلح (Phubbing)، يمكن أن نلفظه بالعربية فبنغ/ فبنكـ /فبنج، فالحرف الثالث هو (جيم أعجمية)، أو كما تُلفظ الجيم باللهجة المصرية. وهو تركيبٌ مقتطع من (فون+ سناب (Phone+Snub. فالأولى من (Phone) التليفون، والثانية (Snub) من التجاهل. ولو أردنا ترجمتها حرفياً إلى العربية، فسيكون المصطلح الأفضل هو (التجاهل بالانشغال بالهاتف). ولكن لو أن العربية تقبلت صيغة الاختزال هذه، فربما يكون المصطلح ولو على سبيل المزحة هو (تجافن)

### حملة بلاها تفبي
عي حملة توعوية بعنوان (بلاها تفبي!)، والتي أطلقتها مبادرة النوير للإيجابية في الكويت برئاسة الشيخة انتصار سالم العلي الصباح، وجاء مصطلح «تفبي» من المصطلح (فابينغ) Phubbing، والذي يدمج بين كلمتي (هاتف Phone) و (تجاهل Snubbing)، ولأنه لا يوجد كلمة مقابلة له باللغة العربية، تم اطلاق مصطلح «تفبي» على هذه الحملة حيث تُعنى الحملة بالحد من ظاهرة الانشغال بالهواتف الذكية واستخدامها الخاطئ، مما يؤدي بنا إلى درجة تجاهل الاخرين، والمحيط القريب وفي مختلف الاوقات والظروف.

### الترميز الكسول
مثلما جئت على ذكر أننا نعيش اليوم عصر «الترميز الكسول»، أردت أن شرح هذا المصطلح هو يأتي في إطار الانشغال بالهاتف على الرغم من أن الغنشغال بالهاتف يؤثر على الروابط الاجتماعية الا غنه كذلك يؤثر على شكل وسلامة اللغة ن ففي غرف الدردشة والبريد الإلكتروني وغيرها من مساحات الحوار الهادف وغير الهادف، فظهرت أشكال جديدة من اللغات الحوارية، مثل العربيزي، وهي الخليط بين اللغتين العربية والإنجليزية، هي ذلك الأسلوب من الكلمات العربية نطقا والإنجليزية كتابة مثل: (keif halish)، ثم دخول الأرقام التي تحل محل الحروف العربية (keif 7alish)، وهذا اخرج عشاق الدردشات بأشكال وأنماط جديدة، لكن الأحدث على الإطلاق هو ترميز الكلام بحرف واحد يدل على الكلمة، فعلى سبيل المثال أشهر هذه الشيفرات (ص. خ)، والتي تعني صباح الخير، و (س. ع) بمعنى السلام عليكم، وكانت تقتصر على الشباب صغار السن، ولكن الآن أصبح الكبار والمثقفين يستخدمونها.

## بحوث ودراسات حول الظاهرة
في أكتوبر 2015، أفادت بعض وسائل الإعلام عن دراسة أجراها جيمس إيه روبرتس، أستاذ التسويق في كلية هانكامير للأعمال في جامعة بايلور، ونشرت في دورية «الحاسب الآلي في سلوك الإنسان». اشتملت الدراسة على استبيانين منفصلين لأكثر من 450 شخصًا بالغًا في الولايات المتحدة لمعرفة التأثيرات العلائقية لتجاهل الفرد بسبب الانشغال بالهاتف. وجد الاستطلاع أن 46.3 في المائة من المستجيبين قالوا إن شركائهم قاموا بتجاهلهم، وقال 22.6 في المائة إنها تسببت في مشاكل في علاقتهم.

## دراسات في الوطن العربي
أجريت دراسات عديدة في الدول العربية وجدت إن الانشغال بالهاتف كان السبب في كثير من هدم العلاقات الاسرية بالإضافة الي تاثيره علي التحصيل الاكاديمي للطلاب في حال الاستخدام الخاطئ بلإضافة إلى تاثيرها وتسبب في حوادث السير وحوادث السقوط والارتطام بالاجسام الصلبة أو مع الاشخاص في حالة المشي على الاقدام.